# Obed Sindy
Pour les articles homonymes, voir Sindy.
Obed Sindy est un éducateur orienté en sciences sociales, conférencier sur la Gouvernance de l’Internet et président du Chapitre Haitien de l’Internet Society.

## Biographie

### Parcours académique
Obed Sindy a suivi ses études secondaires au collège Saint Jean Baptiste des Baraderes, une école du département des Nippes jusqu’en 2012. En 2013, il a fréquenté l’université adventiste d’Haïti pour un diplôme de licence en sciences de l’éducation. Il est un modérateur expert certifié de l'Internet Society sur la gouvernance de l'Internet et a reçu des certifications professionnelles (niveaux 1 et 2) sur les TIC pour l'enseignement et l'apprentissage de l'université de Cergy Pontoise, et il a reçu d’autres certifications avec Université de Montréal, Université de Laval et l’Université TELUQ  et de l’université de Mons,.

### Parcours professionnel
Récipiendaire d’une bourse de voyage lui permettant de représenter Haïti au Forum sur la gouvernance de l’internet en 2017 à Genève, Obed Sindy a collaboré avec Internet Society pour préparer des jeunes leaders du monde au grand Forum sur la Gouvernance de l’Internet 2018 en France dans le cadre de ce programme afin qu’ils puissent participer activement aux discussions sur l’avenir de l’Internet.
Il est le coordonnateur du Forum national d'Haïti sur la gouvernance de l'Internet 2018, 2019 et 2020 en partenariat avec les Nations unies pour favoriser un débat inclusif et multipartite sur la gouvernance de l'Internet en Haïti. Plus de 300 participants ont été reçus pour ce dialogue annuel en 2018 et plus de 400 participants en 2019.
Obed Sindy est chargé de communication de Transversal et il a été un mentor pour des jeunes du monde entier avec Internet Society et Digital Grassroots. Il a aussi coordonné des programmes de formation en Haïti sur les réseaux communautaires, l’Internet des objets et même des programmes globaux sur les sujets relatifs à la gouvernance de l’Internet.
En aout 2020, il est élu au Conseil d'Administration de la « Latin American and Caribbean Islands Regional At-Large Organization », une autorité de régulation d’internet,.

### Prix et récompenses
- 2019 : Il a reçu le prix Jeune remarquable de l'année par la Jeune chambre internationale Haïti (JCI), domaine : leadership humanitaire et/ou volontaire[8],[9]
- 2019 : Personnalité numérique de l’année 2019. Il a été le #5 du classement des 25 personnalités numériques de l'année 2019 en Haiti dans le cadre du prix Alphanet des sciences et technologies et éducation[10]